# A-publicatie
A-publicaties zijn publicaties in wetenschappelijke tijdschriften die binnen de betreffende discipline als meest prestigieus en toonaangevend beschouwd worden. Deze tijdschriften zijn vrijwel altijd onderworpen aan het zogenaamde peer review of collegiale toetsingsproces. 
De indeling welk tijdschrift een A-publicatie of niet is, wordt vaak per universiteit en/of onderzoeksgroep bepaald. Dit kan op basis van de impactfactor van een bepaald tijdschrift, maar kan even goed een subjectief proces zijn om de eigen wetenschappers te stimuleren in een bepaalde richting te publiceren. Een lijst waar tijdschriften gerangschikt zijn op basis van hun impactfactor zal een grote overeenkomst hebben met een lijst van A-publicaties in een betreffend vakgebied. De twee lijsten hoeven echter niet overeen te komen.
Binnen de academische gemeenschap is het voor promotie naar een volgende functieklasse op een onderzoeksuniversiteit vaak vereist om een minimumaantal A-publicaties geproduceerd te hebben.